# Protichnites

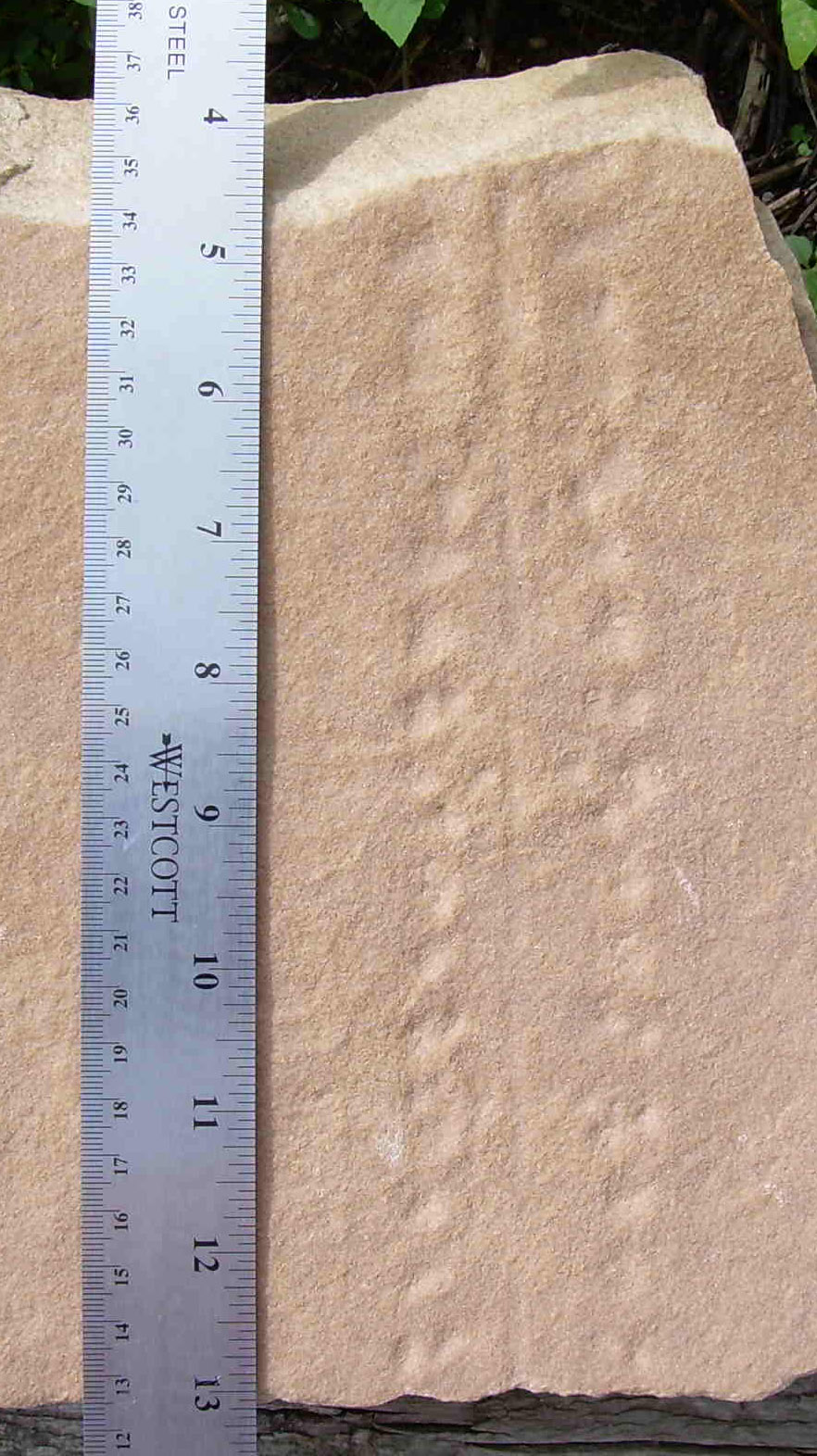
Une piste Protichnites du Cambrien de Blackberry Hill au Wisconsin

Les Protichnites sont un ichnotaxon constitué de traces fossiles par les empreintes faites par la marche de certains arthropodes. Ils se composent de deux rangées de pistes et d'un sillon médian entre les deux rangées. On pense que ce sillon, qui peut être brisé, incliné, de largeur et de profondeur variables, est le résultat de la région de la queue en contact avec le substrat.

## Premières empreintes sur terre
Sir Richard Owen, le paléontologue et anatomiste britannique réputé qui a inventé le terme « Dinosauria », a basé les Protichnites sur les pistes qui lui ont été expédiées provenant grès de Potsdam au Québec. Il avait raison de reconnaître qu'il s'agissait des plus anciennes empreintes de pas connues sur terre, ayant été produites dans des environnements intertidaux et supratidaux pendant ce qui serait appelé le Cambrien.

## Créateur desProtichnites
Owen a d'abord pensé que ces voies étaient faites par des tortues mais de nouveaux matériaux l'ont convaincu que les «articulés» (un groupe comprenant les arthropodes) étaient les responsables. Il a en outre suggéré une parenté avec Limulus, le limule moderne. Du matériel supplémentaire a été recueilli au Québec, en Ontario, à New York et au Missouri pendant les 150 années suivantes sans un seul fossile du créateur de ces traces. Enfin, des fossiles corporels de fabricants potentiels ont été trouvés dans deux des mêmes carrières qui ont préservé les Protichnites du groupe d'Elk Mound de Blackberry Hill, Wisconsin, et du groupe de Potsdam de Melocheville, Québec. Les animaux, Mosineia macnaughtoni et Mictomerus melochevillensis, étaient des euthycarcinoïdes, des arthropodes éteints qui auraient pu donner naissance aux mandibules. Des fossiles qui lient clairement les euthycarcinoïdes aux protichnites ont ensuite été trouvés à Blackberry Hill.
Il est possible que d'autres arthropodes disparus, tels que des membres de l' Aglaspidida, aient également produit certaines de ces pistes. Les trilobites ont également été suggérés; cependant, aucun trilobite n'a été trouvé jusqu'à présent dans les strates qui contiennent cet ichnotaxon. Des voies similaires sont présentes dans les strates post-cambriennes; cependant, ceux-ci sont rarement appelés Protichnites .

## Comportement d'accouplement possible
Il a été suggéré qu'une forme de Protichnites, P. eremita Forme 1, pourrait avoir été produite par une paire d'individus ambulants, comme dans l'amplexus. Sous cette forme, le sillon médial est discontinu et chaque section est placée sous un angle, de sorte que la série d'empreintes médiales a un aspect bardé, comme cela pourrait se produire si la femelle déplaçait sa queue pour minimiser son interférence avec la fertilisation externe. Une deuxième série d'empreintes médiales observées dans la forme 1 est supposée avoir été produite par la région de la queue du mâle de la paire. Protichnites eremita a été interprété à l'origine comme une preuve précoce d'un comportement semblable à celui d'un crabe ermite.

## Relation avec lesDiplichnites
Différentes uniquement en présence ou en l'absence d'un sillon médian, les pistes des Protichnites et des Diplichnites pourraient toutes deux être produites par le même animal. Dans les cas où les pieds pénètrent dans les sédiments plus profondément que la queue, des Diplichnites pourraient être créées sur la couche sous-jacente tandis que des Protichnites sont produites à la surface,.